# Bristol (Florida)
Bristol es una ciudad ubicada en el condado de Liberty en el estado estadounidense de Florida. En el Censo de 2010 tenía una población de 996 habitantes y una densidad poblacional de 233,49 personas por km².

## Geografía
Bristol se encuentra ubicada en las coordenadas 30°25′32″N 84°58′38″O / 30.42556, -84.97722. Según la Oficina del Censo de los Estados Unidos, Bristol tiene una superficie total de 4.27 km², de la cual 4.27 km² corresponden a tierra firme y (0%) 0 km² es agua.

## Demografía
Según el censo de 2010, había 996 personas residiendo en Bristol. La densidad de población era de 233,49 hab./km². De los 996 habitantes, Bristol estaba compuesto por el 82.23% blancos, el 9.54% eran afroamericanos, el 1.31% eran amerindios, el 0.2% eran asiáticos, el 0% eran isleños del Pacífico, el 5.12% eran de otras razas y el 1.61% pertenecían a dos o más razas. Del total de la población el 7.53% eran hispanos o latinos de cualquier raza.